# Travis d’Arnaud
Travis E. d'Arnaud (Long Beach, California, 10 de febrero de 1989), más conocido como Travis d’Arnaud, es un jugador profesional estadounidense de béisbol que se desempeña en la posición de cácher en Los Angeles Angels, equipo de las Grandes Ligas de Béisbol (MLB). Logró obtener un Bate de Plata.

## Carrera
D’Arnaud jugó como profesional siete temporadas en New York Mets (2013-2019), después pasó a Los Angeles Dodgers (2019), luego a Tampa Bay Rays (2019), posteriormente a Atlanta Braves (2020-2024), y finalmente, a Los Angeles Angels.

## Premios
Fue galardonado con el Bate de Plata en una oportunidad (2020).